# Brisco (raper)
Brisco (ur. 1983 na Florydzie jako British Alexander Mitchell) to amerykański raper. Jego matka zmarła, kiedy Mitchell miał 9 lat. Spadek, który pozostał po niej, pozwolił mu rozpocząć prawdziwą muzyczną karierę. Obecnie planuje wydanie debiutanckiego albumu solowego Street Medicine. Współpracował już z wieloma znanymi artystami takimi jak Flo Rida, Lil Wayne, E-Class czy Rick Ross.

## Dyskografia

### Albumy
- 2010: Street Medicine

### Single
- 2007: „In the Hood” (feat. Lil Wayne)
- 2008: „Just Know Dat” (feat. Flo Rida & Lil Wayne)
- 2009: „Black Shades” (feat. Ball Greezy & Billy Blue)
- 2010: „On the Wall” (feat. Lil Wayne)